# Hristina Obradović
Hristina Obradović, en serbio: Христина Обрадовић, Hristina Obradović; (Sedlari, Trebinje, entonces Reino de Yugoslavia hoy Serbia, 20 de diciembre de 1931) es una monja, abadesa de Monasterio de Ljubostinja de la Iglesia ortodoxa serbia, desde el 21 de mayo de 1995.

## Biografía
La abadesa Hristina Obradović nació el 20 de diciembre de 1931 en pueblo Sedlari, cerca de Trebinje, fue nombrada Velika en su bautismo. Criada en una familia de Bosnia y Herzegovina honorable y piadosa, imitó a su hermano mayor Milorad, que llegó al Monasterio de Žiča en el otoño de 1939. año y se convirtió en monje en Montaña Ovčar, en el Monasterio de la Santísima Trinidad en 1945, con el nombre monástico de Christopher decidió y vino al monasterio para dedicar su vida a Dios.
Habiendo venido por primera vez a la Santísima Trinidad para visitar a su hermano, Velika llegó al Monasterio de Jovanje en 1944. con la ayuda de su hermano. Allí, en Jovanje, permaneció como novicia hasta 1947. año  como una hermana ejemplar en su obediencia. Luego se mudó de Jovanje a la hermandad del Monasterio de Ljubostinja y se involucró en la vida y obediencia de ese monasterio.
Como economista, conduce un automóvil y realiza muchos trabajos y deberes monásticos. Fue ordenada monja en Monasterio de Ljubostinja en 1951. y recibió el nombre monástico de Hristina. Se graduó de la Universidad de Economía de Belgrado en 1960. año.
Después de la muerte de la abadesa Varvara Milenović el 21 de mayo de 1995. las hermanas del Monasterio de Ljubostinja eligieron una nueva abadesa de su hermandad la monja Hristina.